# Załazie (rejon kamieński)
Załazie  (ukr. Залаззя) – wieś na Ukrainie, w obwodzie wołyńskim, w rejonie kamieńskim. Liczy 1847 mieszkańców.
Do 2020 w rejonie lubieszowskim. 